# Marjah
Marjah, también conocida como Marja o Marjeh es un área agrícola de Afganistán perteneciente a la provincia de Helmand, distrito de Nad Ali. Está situada a unos 20 km al suroeste de Lashkar Gah, la capital de la provincia. Su ubicación geográfica está en las coordenadas 31° 31' norte y 64° 07' este.

## Clima
Según datos recogidos a mediados del siglo XX, el promedio de lluvia es de 25 mm al mes entre diciembre y marzo, con un máximo de 62 mm en enero. El resto del año, las precipitaciones son muy escasas o nulas.
Las temperaturas máximas en los meses de junio julio y agosto rondan los 38 °C, mientras que las mínimas de diciembre y enero están ligeramente por encima de O °C.

## Población y economía
Su población oscila entre los 80.000 y 85.000 habitantes y alcanza los 125.000 si se incluyen las áreas próximas.
Está situada en una de las zonas del país donde existen mayores extensiones dedicadas al cultivo de adormidera para producción de opio.

### Guerra de Afganistán
El sector de Marjah fue uno de los principales objetivos de la Operation Moshtarak, una ofensiva conjunta de las tropas de la OTAN y el ejército afgano en la que participaron 15.000 soldados pertenecientes a los ejércitos norteamericano, británico, francés, canadiense y afgano en febrero del año 2010. 
La operación se inició el 13-2-2010 y en ella las fuerzas de la coalición internacional encontraron menos resistencia de la que esperaban, logrando controlar la región en menos de 24 horas.